# Tekelju-Wasserfall
Der Tekelju-Wasserfall (russisch водопад Текелю) ist ein Wasserfall im zentralen Teil des Altaigebirges, der sich in der Republik Altai (Russland) befindet. Er befindet sich am Unterlauf des gleichnamigen Flusses, der in den Ausläufern des Katun-Gebirges fließt. Mit einer Höhe von 60 Metern ist der Tekelju-Wasserfall der höchste im Ust-Koksinskij Rajon und einer der höchsten in der Republik. Am 26. September 1978 wurde der Wasserfall zum Naturdenkmal erklärt und ist seit 1998 Teil des Belucha-Naturparks, der zum UNESCO-Welterbe gehört. Er ist eine der weniger bekannten Touristenattraktionen.
Der Name des Wasserfalls leitet sich von dem Namen des Flusses ab, in dem er entstanden ist. Der Name des Tekelu-Flusses wiederum bedeutet in der Altai-Sprache „Ziege“ oder, genauer gesagt, „die mit Ziegen“. Diesen Namen verdankt der Fluss den Bergziegen (Sibirischer Steinbock), die an seinen Ufern zu Hause sind.

## Geographie und Klima
Der Tekelju-Wasserfall liegt verwaltungstechnisch im Ust-Koksinskij Rajon der Republik Altai, 70 km südöstlich des Bezirkszentrums von Ust-Koksa. Der Wasserfall befindet sich im Belucha-Naturpark, der für seinen Schutz zuständig ist. Die Ust-Koksa-Försterei ist der Landnutzer des Naturdenkmals. Die Umgebung des Wasserfalls ist unbewohnt; das nächstgelegene zivilisatorische Zentrum, das Dorf Tjungur, liegt 25 km weiter südöstlich. Um den Wasserfall herum gibt es keine Infrastruktur; er ist nur über einen provisorischen Weg zugänglich, der am Ufer des Flusses Akkem entlang bis ins Niedrigwasser führt.
Geografisch gesehen gehört der Tekelju-Wasserfall zum Zentralaltai, dem höchsten Teil des Altai-Gebirges. Das Klima in der Umgebung der Attraktion ist stark kontinental geprägt. Die Durchschnittstemperatur im Januar beträgt in der Nähe des Wasserfalls −21 °C und die im Juli +15 °C. Jährlich fallen in dem Gebiet durchschnittlich 518 mm Niederschlag. Über Tekelju herrscht die Berg-Tal-Zirkulation der Luftmassen vor. Das Bioklima in der Umgebung ist ungemütlich.

## Geologie und Hydrologie
Der Tekelju-Wasserfall befindet sich am Rande des nördlichen Großhangs des Katun-Gebirges, dem westlichen Teil der Kholsun-Tschuiskij-Antiklinale. Die Felsen, aus denen das Bett des Wasserfalls besteht, sind Ausdruck der kaledonischen Faltung, die im Paläozoikum entstand. Das Tal des Tekelju-Flusses wurde durch Gletscheraktivität gebildet und hat das Aussehen eines typischen Trogtals. Der Tekelju-Fluss selbst fließt von der Kante dieses Tals hinunter, das aus kristallinem Schiefer besteht.
Der Wasserfall überquert den Unterlauf des Tekelju 2 km vor dessen Zusammenfluss mit dem Akkem. Im Gegensatz zu den meisten Wasserfällen in der Katun-Kette, die in Kaskaden herunterstürzen, hat dieser Wasserfall nur eine Stufe. Das Wasser fällt in einem einzigen spektakulären Strom 60 Meter tief. Schon von Weitem, vom gegenüberliegenden Ufer des Akkem, kann man diesen mächtigen Strom sehen. Gleichzeitig ist ein vollständiger Panoramablick auf den Wasserfall aus der Ferne nicht möglich, da er in eine enge Felsrinne stürzt, was ihm ein einzigartiges malerisches Aussehen verleiht. Da der Tekelju-Fluss seinen Ursprung in Gletschern hat, ist der Wasserfall im Hochsommer, wenn die Gletscher intensiv schmelzen, am vollsten. Die Art der Speisung des Flusses ist auch für sein kaltes Wasser verantwortlich: Selbst in den wärmsten Monaten des Jahres (Juli–August) beträgt die maximale Wassertemperatur im Wasserfall nicht mehr als 25 °C, der Durchschnitt liegt bei 12 °C. Im Dezember beträgt die Wassertemperatur nur 2–4 °C, aber im Winter friert der Wasserfall aufgrund des starken Gefälles des Flussbettes und der schnellen Strömung nicht ein.

## Bedeutung
Der Tekelju-Wasserfall wurde am 26. September 1978 als einzigartiges landschaftliches und hydrologisches Objekt unter Schutz gestellt. Damals wurde er zu einem Naturdenkmal von lokaler Bedeutung erklärt. Am 16. Februar 1996 wurde dieser Status durch einen Beschluss der Regierung der Republik Altai bestätigt (oft fälschlicherweise als Datum des Reservats bezeichnet). (часто цю дату помилково вказують як дату заповідання). 1998 року водоспад включили до складу природного парку «Бєлуха», який належить до природоохоронних територій з найвищим статусом Світової спадщини ЮНЕСКО. Природна пам'ятка «Водоспад Текелю» включає сам водоспад і смугу навколо нього завширшки 100 м. Таким чином, площа об'єкта становить 3,1 га Im Jahr 1998 wurde der Wasserfall in den Belucha-Naturpark aufgenommen, der zu den Schutzgebieten mit dem höchsten UNESCO-Welterbestatus gehört. Das Naturdenkmal Tekelju-Wasserfall umfasst den Wasserfall selbst und einen 100 m breiten Streifen um ihn herum. Die Fläche des Objekts beträgt somit 3,1 Hektar. Darüber hinaus wurde um diese engen Grenzen herum eine 30 Hektar große Schutzzone eingerichtet.
Dieses Denkmal ist nicht nur wegen seiner ästhetischen Schönheit von großem Naturschutzwert, sondern auch, weil in der Nähe des Wasserfalls viele seltene Pflanzen und Tiere gefunden wurden. Beide Ufer des Tekelju oberhalb und unterhalb des Wasserfalls sind von einem dichten Birken- und Lärchenwald bedeckt, der in Verbindung mit dem dunklen Felsvorsprung dem Gebiet ein wildes, etwas düsteres Aussehen verleiht. Der Wald ist reich an Sträuchern (Gemeiner Erbsenstrauch, Heckenkirschen, Johannisbeeren) bewachsen. In der Nähe des Wasserfalls wurden endemische und seltene Pflanzen gefunden, die auf der Roten Liste der Republik Altai und auf der Roten Liste Russlands aufgeführt sind. Dazu gehören insbesondere: Rosenwurz, Aconitum decipiens, Allium altaicum, Allium pumilum, Cypripedium guttatum, Dendranthema sinuatum, Delphinium ukokense, Oxytropis saposhnikovii, Rhodiola algida, Rhodiola coccinea, Rhodiola quadrifida, Rosa oxyacantha.
Die unzugänglichen, verlassenen Felsen rund um den Wasserfall sind ein beliebter Lebensraum für sibirische Steinböcke, die in anderen Teilen der Republik unter Wilderei leiden. In unmittelbarer Nähe des Wasserfalls lebt auch eine Kolonie von Grauen Murmeltieren. Raubvögel überfliegen oft das Tekeljutal, obwohl die genaue Artenzusammensetzung der Vögel in diesem Gebiet noch nicht bestimmt werden konnte. Marale (eine sibirische Unterart des Rothirsches) leben am Rande des Tekelju-Wasserfalls, und seltene Vögel wie das Altaikönigshuhn sind ebenfalls zwischen den Felsen zu sehen. Schneeleoparden kommen nur selten hierher, um nach Nahrung zu suchen. Insgesamt wurden in der Umgebung des Denkmals 18 Pflanzen- und Tierarten aus der Roten Liste nachgewiesen.
Die Erhaltung des Wasserfalls selbst und der ihn umgebenden Tierwelt ist weitgehend auf die Unzugänglichkeit dieses Denkmals zurückzuführen. Da es keine Verkehrsinfrastruktur gibt, ist die einzige Möglichkeit, hierher zu gelangen, der Ritt auf dem Pferderücken. Der Wanderweg wird vor allem im August–September begehbar, wenn sich das Flussbett des Akkem bei Niedrigwasser verengt und am Ufer Platz schafft. Aus diesem Grund wird der Wasserfall meist von erfahrenen Touristen besucht. Trotz des geringen Freizeitaufkommens in der Umgebung des Tekelju kommt es jedoch zu einer geringfügigen Verschmutzung durch den Müll der Touristen und zu einer Verschlechterung des Bodens und der Grasnarbe durch das Zertrampeln durch Pferde. Der Besuch dieses Denkmals wird in der Regel mit dem Besuch anderer nahegelegener Naturattraktionen in der Region kombiniert. Zu den bekanntesten gehören der höchste Berg des Altai, Belucha, das Naturreservat Katun, die Akkem- und Multinskij-Seen usw.